# كاتدرائية ريو دي جانيرو

كاتدرائية ريو دي جانيرو هي كاتدرائية رومانية كاثوليكية تقع في مدينة ريو دي جانيرو، البرازيل.